# Вулиця Гетьмана Якова Шаха
Вулиця Гетьмана Якова Шаха — вулиця в Центрально-Міському районі міста Кривий Ріг. 
До вулиці Гетьмана Якова Шаха прилучається вулиця Туристична. Протяжність вулиці 436 метрів.

## Історія
З радянських часів вулиця носила назву на честь російського письменника Олександра Бестужева.
27 січня 2024 року Криворізька міська рада перейменувала вулицю Бестужева на честь Якова Шаха, гетьмана запорозьких козаків в 1576-1578 роках.

## Прилеглі вулиці
- вулиця Кандибінська
- вулиця Туристична